# Boda de Joaquín de Dinamarca y Marie Cavallier

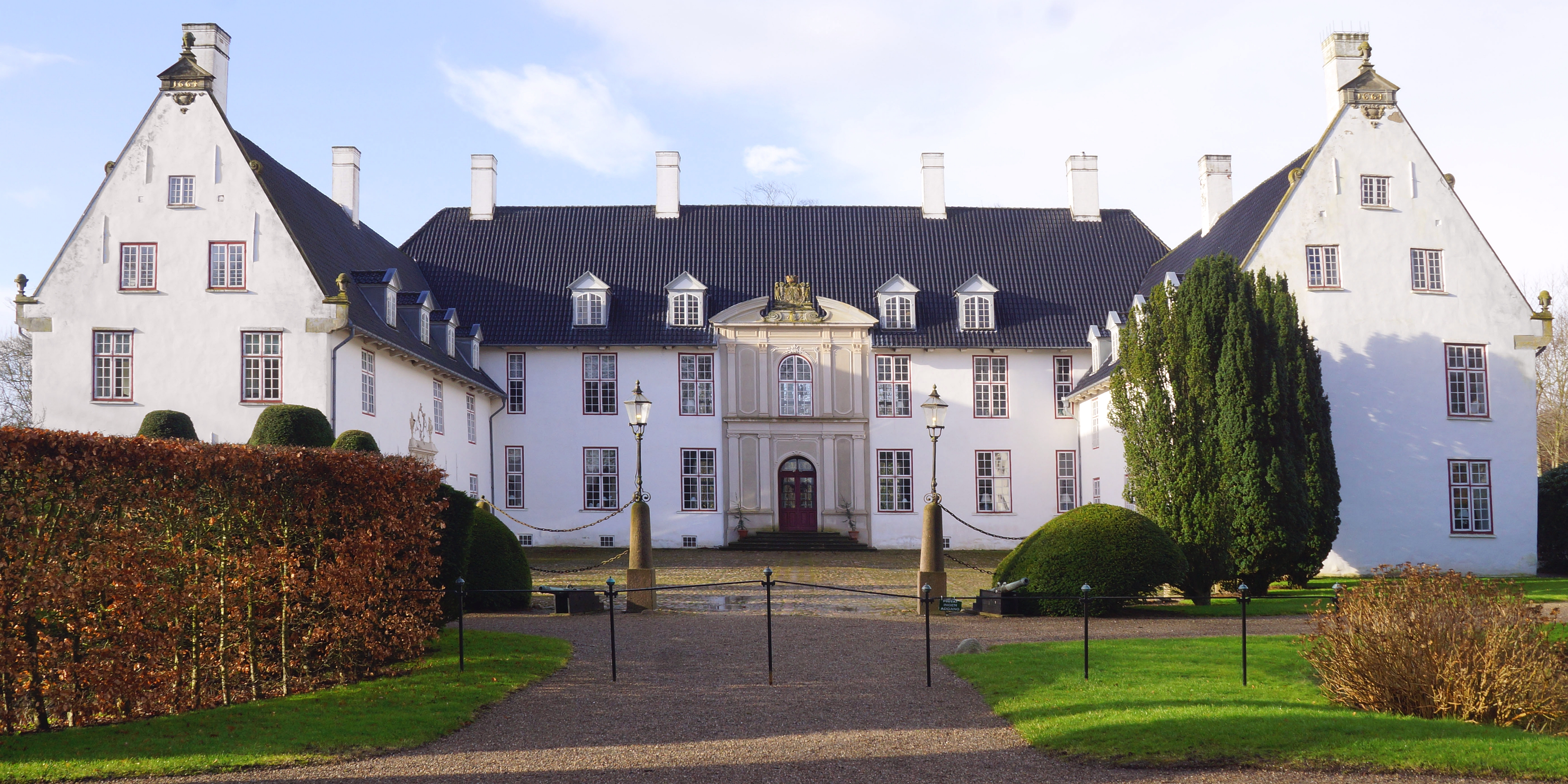
Palacio de Schackenborg

La boda del príncipe Joaquín de Dinamarca y Marie Cavallier se celebró el 24 de mayo de 2008 en la Iglesia de Møgeltønder en la localidad de Tønder. 

## Antecedentes
Joaquín es el hijo pequeño de la reina Margarita II de Dinamarca y el príncipe consorte Enrique. Anteriormente estuvo casado con Alexandra Manley desde es año 1995 hasta el 2005 cuando se anunció su divorcio. Con ella tuvo dos hijos: Nicolás y Félix. 
Marie es hija de Alain Cavallier y Françoise Grassiot y su abuela paterna fue la baronesa viuda Odilia de Sairigné.
Se conocieron en una cacería en el año 2003 y se reencontraron dos años más tardes cuando comenzaron una relación. Joaquín le pidió matrimonio en Turquía y la casa real danesa anunció el compromiso el 3 de octubre del 2007.

## Boda

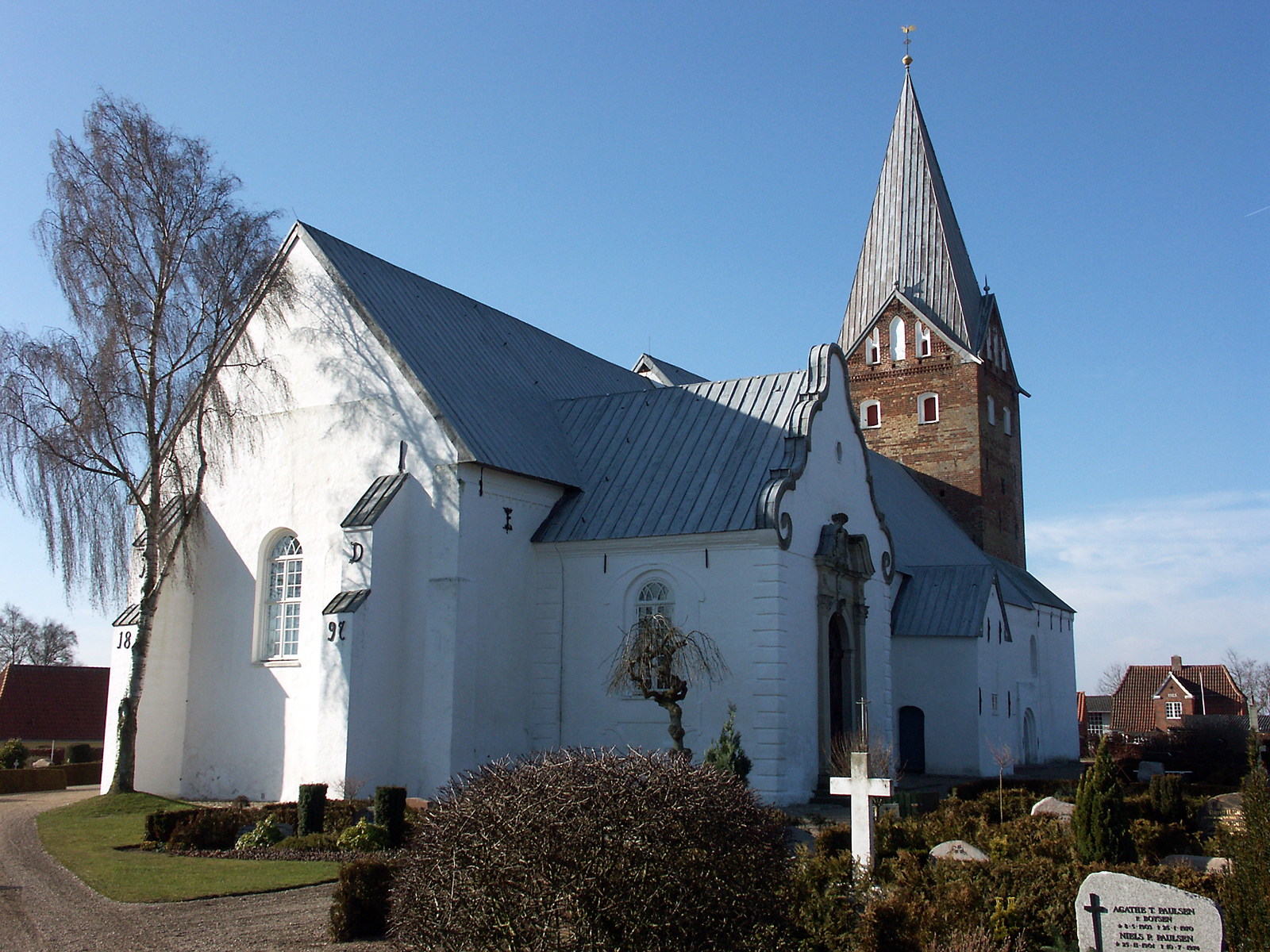
Iglesia de Møgeltønder

Joaquín y Marie se casaron el 24 de mayo de 2008 en  Iglesia de Møgeltønder en la localidad de Tønder.
Joaquín entró al templo acompañado por sus dos hijos, Nicolás y Félix, mientras que Marie lo hizo del brazo de su padre, Alain Cavallier.
La ceremonia estuvo oficiada por el obispo de Copenhague y confesor real,  Erik Norman Svendsen. 

###### Vestimenta
Marie lucia un vestido de alta costura off white, con encajes de bordado francés inspirado en los de tipo Calais del siglo XIX con un largo velo, diseñado en exclusiva para ella por la firma suiza-española Arasa Morelli.En la cabeza lucía la tiara floras cedida por la reina Margarita.

###### Banquete
Después de la ceremonia, los novios y los invitados se trasladaron al palacio de Schackenborg donde se celebró un banquete y baile de carácter privado.

## Invitados

### Casa real danesa
- Reina Margarita II y príncipe consorte Enrique
  - Príncipe heredero Federico y princesa heredera María
- Príncipe Nicolás
- Príncipe Félix
- Princesa Benedicta y príncipe Ricardo de Sayn-Wittgenstein-Berleburg
  - Príncipe heredero Gustavo de Sayn-Wittgenstein-Berleburg
  - Princesa Alejandra de Sayn-Wittgenstein-Berleburg
  - Princesa Natalia de Sayn-Wittgenstein-Berleburg
- Reina Ana María de Grecia
  - Princesa Alexia de Grecia y Dinamarca y señor Carlos Morales
  - Princesa Teodora de Grecia y Dinamarca
  - Príncipe Felipe de Grecia y Dinamarca

### Familia Cavallier
- Alain Cavallier
- Françoise Grassiot y Christian Grassiot
- Benjamín Grandet
- Gregorio Grandet
- Carlos Cavallier
- Eduardo Cavallier

### Casas reales extranjeras

###### Noruega
- Príncipe heredero Haakon y princesa heredera Mette-Marit
- Princesa Marta Luisa y señor Ari Behn

###### Suecia
- Princesa heredera Victoria

## Otros datos
El príncipe Joaquín  y la princesa Marie han tenido dos hijos:
- Conde Enrique de Monpezat (4 de mayo de 2009) [7]
- Condesa Athena de Monpezat (24 de enero de 2012) [8]

En los primeros años de matrimonio residieron en el palacio de Schackenborg para posteriormente comprar una casa en Vedbæk (Copenhague) a donde se mudaron.  En el año 2019 la familia se muda a París y en el 2023 se trasladan a Washington. 